# Пуникве
Пуникве су насељено место у Републици Хрватској у Вараждинској жупанији. Административно је у саставу града Иванца. Простире се на површини од 2,12 км2
Пуникве се налазе 17 км југозападно од центра жупаније Вараждина.

## Становништво
На попису становништва 2011. године, Пуникве су имале 445 становника.
Према попису становништва из 2001. године у насељу Пуникве живело је 457 становника. који су живели у 127 породичних домаћинстава Густина насељености је 215,27 становника на км2
Кретање броја становника по пописима 1857—2001.
| година пописа  | 1857. | 1869. | 1880. | 1890. | 1900. | 1910. | 1921. | 1931. | 1948. | 1953. | 1961. | 1971. | 1981. | 1991. | 2001. |
| бр. становника | 201   | 234   | 248   | 302   | 319   | 430   | 418   | 473   | 488   | 467   | 532   | 424   | 430   | 438   | 457   |

Напомена:У 1973. део подручја овог насеља издвојен је у ново насеље Иванечко Насеље, за које садржи део података од 1857. до 1961.

## Попис1991.
На попису становништва 1991. године, насељено место Пуникве је имало 438 становника, следећег националног састава:
| Попис 1991.‍ | Попис 1991.‍ | Попис 1991.‍ | Попис 1991.‍ | Попис 1991.‍ |
| ----------- | ----------- | ----------- | ----------- | ----------- |
|             |             |             |             |             |
| Хрвати      | Хрвати      |             | 436         | 99,54%      |
| Срби        | Срби        |             | 1           | 0,22%       |
| остали      | остали      |             | 1           | 0,22%       |
| укупно: 438 |             |             |             |             |